# Balatonszentmihály megállóhely
Balatonszentmihály megállóhely a MÁV megszűnt vasúti megállóhelye a Zala vármegyei Balatongyörök községben. A megállóhelyet a MÁV 26-os számú Balatonszentgyörgy–Tapolca–Ukk-vasútvonala érintette.

## Története
Az állomás 1902-ben épült meg a 26-os vasútvonal második szakaszán. A megállóhelyet 1953-ban szüntették meg.
1977-ben új nyomvonal épült, ami az állomást már egyáltalán nem érintette, így mára már csak az épület őrzi az egykori állomás emlékét.

## Megközelítés
A 71-es főút balatongyöröki kiágazásából lehet megközelíteni.